# Педді Пімблетт
Патрік Марк Пімблетт (англ. Patrick Mark Pimblett; нар., 3 січня 1995, Ліверпуль, Англія, Велика Британія) — англійський професійний боєць змішаних бойових мистецтв. Наразі він змагається у легкій ваговій категорії Абсолютного бійцівського чемпіонату (UFC). Пімблетт, який є професіоналом з 2012 року, є колишнім чемпіоном у напівлегкій вазі «Cage Warriors». Станом на 15 квітня 2025 року він посідає 8 місце в рейтингу UFC у легкій вазі.

## Раннє життя
Педді Пімблетт народився 3 січня 1995 року та виріс у Гайтоні, Мерсісайд. Він навчався у початковій школі Святої Маргарет-Марії та католицькій середній школі кардинала Хінана. Під впливом бою між Річем Франкліном та Вітором Белфортом на UFC 103, він розпочав тренування зі змішаних єдиноборств у віці 15 років, приєднавшись до Next Generation MMA та невдовзі вирішивши, що змагатиметься в цьому виді спорту, щоб заробляти на життя.

## Кар'єра у змішаних бойових мистецтвах

### Рання кар'єра
Пімблетт дебютував у 2012 році у віці 17 років, показавши результат 3-0, перш ніж підписав контракт з Cage Warriors через рік. У 2016 році він виборов чемпіонський титул у напівлегкій вазі Cage Warriors, перемігши Джонні Фрейчі на Echo Arena в Ліверпулі, та один раз захистив його проти Джуліана Ерози, здобувши дуже суперечливу перемогу одноголосним рішенням суддів. У квітні 2017 року Пімблетт програв бій Наду Нарімані та перейшов у легку вагову категорію. Після перемоги він боровся за чемпіонство Cage Warriors у легкій вазі, але програв одноголосним рішенням суддів Серену Баку. Після ще двох перемог в рамках організації, Пімблетт підписав контракт з Абсолютним бійцівським чемпіонатом. Пімблетт раніше відмовлявся від двох угод з UFC, отримавши кращі фінансові пропозиції від Cage Warriors.

### Абсолютний бійцівський чемпіонат
Пімблетт дебютував проти Луїджі Вендраміні 4 вересня 2021 року на UFC Fight Night 191. Пімблетт виграв бій нокаутом у першому раунді. Цей бій приніс йому бонус «виступ вечора». У жовтні 2021 року Пімблетт підписав спонсорську угоду з «Barstool Sports» на суму понад 1 000 000 доларів.
Пімблетт зустрівся з Родріго Варгасом 19 березня 2022 року на турнірі UFC Fight Night 204. Він виграв бій у першому раунді, здобувши перемогу підкоренням. Завдяки цій перемозі він отримав свою другу поспіль нагороду «Виступ вечора». Пізніше Педді розповів, що він заробив 12 000 доларів за участь і ще 12 000 доларів — за перемогу.
Наступного разу Пімблетт зустрівся з Джорданом Лівіттом 23 липня 2022 року на UFC Fight Night 208. Він виграв бій задушливим прийомом ззаду у другому раунді. Ця перемога принесла йому нагороду «Виступ вечора».
Пімблетт зустрівся з Джаредом Гордоном 10 грудня 2022 року на турнірі UFC 282. Він виграв бій одноголосним рішенням суддів. Це рішення викликало суперечки, оскільки багато ЗМІ, бійців та вболівальників висловили свою віру в перемогу Гордона. 23 з 24 ЗМІ оцінили бій на користь Гордона.
Пімблетт зустрівся з Тоні Фергюсоном 16 грудня 2023 року на UFC 296. Він виграв бій одноголосним рішенням суддів.
Пімблетт зустрівся з Кінгом Гріном 27 липня 2024 року на UFC 304. Він виграв бій задушливим прийомом трикутником у першому раунді. Цей бій приніс йому нагороду за виступ вечора вартістю 200 000 доларів.
12 квітня 2025 року на турнірі UFC 314 Пімблетт зустрівся з колишнім триразовим чемпіоном світу Bellator у легкій вазі (також колишнім претендентом на титул чемпіона UFC у легкій вазі) Майклом Чендлером у п'ятираундовому ко-головному поєдинку. Він виграв бій технічним нокаутом у третьому раунді. Цей бій приніс йому ще одну нагороду «Виступ вечора».

## Особисте життя
Пімблетт одружився зі своєю довготривалою дівчиною Лорою Грегорі 28 травня 2023 року в замку Пекфортон у Чеширі. У листопаді того ж року пара оголосила, що чекає на близнюків.
Пімблетт — близький друг своєї колеги по змішаним бойовим мистецтвам Моллі Макканн.
Пімблетт називає себе соціалістом та опонентом Консервативної партії. Він підтримує бойкот газети «The Sun» у всьому Ліверпулі.
Він є вболівальником футбольного клубу «Ліверпуль» і виявив бажання битися на домашньому стадіоні команди — «Енфілді».
Пімблетт сказав, що його фірмове недбале волосся та відсутність татуювань дозволяють дітям ототожнювати себе з ним так, як це було б неможливо, якби він був «великим жорстким хлопцем з безліччю татуювань».
У грудні 2022 року Пімблетт заснував благодійну організацію «The Baddy Foundation», метою якої є покращення психічного здоров'я чоловіків та допомога дітям, які стикаються з нестачею продовольства. Того ж місяця він схвалив гідратаційний напій «Body Fuel».

## Чемпіонські звання та здобутки
- Абсолютний бійцівський чемпіонат
  - Виступ вечора (5)  проти Луїджі Вендраміні[en], Родріго Варгаса[es], Джордана Лівітта[en], Кінга Гріна[en] і Майкла Чендлера[21][25][29][43][46]
  - Почесні нагороди UFC
    - 2021: Номінант на звання «Дебют року» за версією фанатів проти Луїджі Вендраміні[en][52]
    - 2024: Номінант на найкраще підкорення року за версією фанатів проти Кінга Гріна[en][53]

  - Нагороди UFC.com
    - 2021: 9-те місце серед новачків року[54]
    - 2024: Друге місце у рейтингу «Підкорення року». Кінга Гріна[en][55]

- Чемпіонат з бійок Cage Warriors[en]
  - Чемпіонат Cage Warriors у напівлегкій вазі (1, колишній)
    - Один успішний захист титулу
- Full Contact Contender
  - FCC Чемпіонат у напівлегкій вазі. (1, колишній)
    - Один успішний захист титулу
- World MMA Awards[en]
  - Проривний боєць року 2022[56]

## Статистика в змішаних єдиноборствах
| Професійна кар'єра бійця |            |           |
| Боїв 26                  | Перемог 23 | Поразок 3 |
| Нокаут                   | 7          | 0         |
| Здача                    | 10         | 1         |
| Рішення суддів           | 6          | 2         |

| Результат | Рекорд | Суперник          | Спосіб                                      | Турнір                                  | Дата              | Раунд | Час  | Місце                                      | Примітки                                                              |
| --------- | ------ | ----------------- | ------------------------------------------- | --------------------------------------- | ----------------- | ----- | ---- | ------------------------------------------ | --------------------------------------------------------------------- |
| Перемога  | 23–3   | Майкл Чендлер     | TKO (лікті та удари кулаками)               | UFC 314                                 | 12 квітня 2025    | 3     | 3:07 | Маямі, Флорида, США                        | Виступ вечора.                                                        |
| Перемога  | 22–3   | Кінг Грін         | Технічне підкорення (задушення трикутником) | UFC 304                                 | 27 липня 2024     | 1     | 3:22 | Манчестер, Англія, Велика Британія         | Виступ вечора.                                                        |
| Перемога  | 21–3   | Тоні Фергюсон     | Одноголосне рішення                         | UFC 296                                 | 16 грудня 2023    | 3     | 5:00 | Лас-Вегас, Невада, США                     |                                                                       |
| Перемога  | 20–3   | Джаред Гордон     | Одноголосне рішення                         | UFC 282                                 | 10 грудня 2022    | 3     | 5:00 | Лас-Вегас, Невада, США                     |                                                                       |
| Перемога  | 19–3   | Джордан Лівітт    | Підкорення (rear naked choke)               | UFC Fight Night: Блейдс проти Аспінолла | 23 липня 2022     | 2     | 2:46 | Лондон, Англія, Велика Британія            | Виступ вечора.                                                        |
| Перемога  | 18–3   | Родріго Варгас    | Підкорення (rear naked choke)               | UFC Fight Night: Волков проти Аспінолла | 19 березня 2022   | 1     | 3:50 | Лондон, Англія, Велика Британія            | Виступ вечора.                                                        |
| Перемога  | 17–3   | Луїджі Вендраміні | KO (удари)                                  | UFC Fight Night: Брансон проти Тіла     | 4 вересня 2021    | 1     | 4:25 | Лас-Вегас, Невада, США                     | Виступ вечора.                                                        |
| Перемога  | 16–3   | Давіде Мартінес   | Підкорення (rear naked choke)               | Cage Warriors 122                       | 20 березня 2021   | 1     | 1:37 | Лондон, Англія, Велика Британія            |                                                                       |
| Перемога  | 15–3   | Декі Далтон       | TKO (удари)                                 | Cage Warriors 113                       | 20 березня 2020   | 1     | 2:51 | Манчестер, Англія, Велика Британія         |                                                                       |
| Поразка   | 14–3   | Серен Бак         | Одноголосне рішення                         | Cage Warriors 96                        | 1 вересня 2018    | 5     | 5:00 | Ліверпуль, Англія, Велика Британія         | За вакантний титул чемпіона Cage Warriors у легкій вазі.              |
| Перемога  | 14–2   | Алексіс Саввідіс  | Підкорення (flying triangle choke)          | Cage Warriors 90                        | 24 лютого 2018    | 2     | 0:53 | Ліверпуль, Англія, Велика Британія         | Дебют у легкій вазі.                                                  |
| Поразка   | 13–2   | Над Нарімані      | Одноголосне рішення                         | Cage Warriors 82                        | 1 квітня 2017     | 5     | 5:00 | Ліверпуль, Англія, Велика Британія         | Програв чемпіонство Cage Warriors у напівлегкій вазі.                 |
| Перемога  | 13–1   | Джуліан Ероза     | Одноголосне рішення                         | Cage Warriors: Unplugged 1              | 12 листопада 2016 | 5     | 5:00 | Лондон, Англія, Велика Британія            | Захистив чемпіонський титул Cage Warriors у напівлегкій вазі.         |
| Перемога  | 12–1   | Джонні Фречі      | TKO (удари)                                 | Cage Warriors 78                        | 10 вересня 2016   | 1     | 1:35 | Ліверпуль, Англія, Велика Британія         | Виграв вакантний чемпіонський титул Cage Warriors у напівлегкій вазі. |
| Перемога  | 11–1   | Тедді Вайолет     | Підкорення (rear naked choke)               | Cage Warriors 77                        | 8 липня 2016      | 2     | 2:28 | Лондон, Англія, Велика Британія            | Бій у прохідній ваговій категорії (152 фунти).                        |
| Перемога  | 10–1   | Ешлі Грімшоу      | Одноголосне рішення                         | Cage Warriors 75                        | 15 квітня 2016    | 3     | 5:00 | Лондон, Англія, Велика Британія            |                                                                       |
| Перемога  | 9–1    | Мігель Аро        | Підкорення (rear naked choke)               | Full Contact Contender 13               | 20 червня 2015    | 1     | 4:46 | Манчестер, Англія, Велика Британія         | Захистив чемпіонський титул FCC у напівлегкій вазі.                   |
| Перемога  | 8–1    | Кевін Петші       | Підкорення (rear naked choke)               | Full Contact Contender 12               | 28 березня 2015   | 2     | 1:56 | Манчестер, Англія, Велика Британія         | Виграв вакантний чемпіонський титул FCC у напівлегкій вазі.           |
| Перемога  | 7–1    | Стівен Мартін     | TKO (doctor stoppage)                       | Cage Warriors 73                        | 1 листопада 2014  | 1     | 5:00 | Ньюкасл-апон-Тайн, Англія, Велика Британія | Дебют у напівлегкій вазі.                                             |
| Перемога  | 6–1    | Конрад Гейз       | Підкорення (triangle armbar)                | Cage Warriors 68                        | 3 травня 2014     | 1     | 3:17 | Ліверпуль, Англія, Велика Британія         | Бій у прохідній вазі (141,7 фунта); Пімблетт не набрав ваги.          |
| Перемога  | 5–1    | Мартін Шерідан    | Одноголосне рішення                         | Cage Warriors 65                        | 1 березня 2014    | 3     | 5:00 | Дублін, Ірландія                           | Бій у прохідній вазі (136,8 фунта); Пімблетт не набрав ваги.          |
| Поразка   | 4–1    | Кемерон Елс       | Технічне підкорення (удушення анаконди)     | Cage Warriors 60                        | 5 жовтня 2013     | 1     | 0:35 | Лондон, Англія, Велика Британія            |                                                                       |
| Перемога  | 4–0    | Флоріан Калін     | Одноголосне рішення                         | Cage Warriors 56                        | 6 липня 2013      | 3     | 5:00 | Лондон, Англія, Велика Британія            |                                                                       |
| Перемога  | 3–0    | Джек Дреббл       | TKO (удари)                                 | OMMAC 17                                | 1 червня 2013     | 1     | 0:21 | Лондон, Англія, Велика Британія            |                                                                       |
| Перемога  | 2–0    | Дугі Скотт        | Підкорення (flying triangle choke)          | Cage Contender: Fight Stars             | 1 грудня 2012     | 1     | 2:09 | Ліверпуль, Англія, Велика Британія         |                                                                       |
| Перемога  | 1–0    | Натан Томпсон     | TKO (підкорення ударам)                     | OMMAC 15                                | 16 жовтня 2012    | 1     | 1:51 | Ліверпуль, Англія, Велика Британія         | Дебют у найлегшій вазі.                                               |